# Hasna Begum

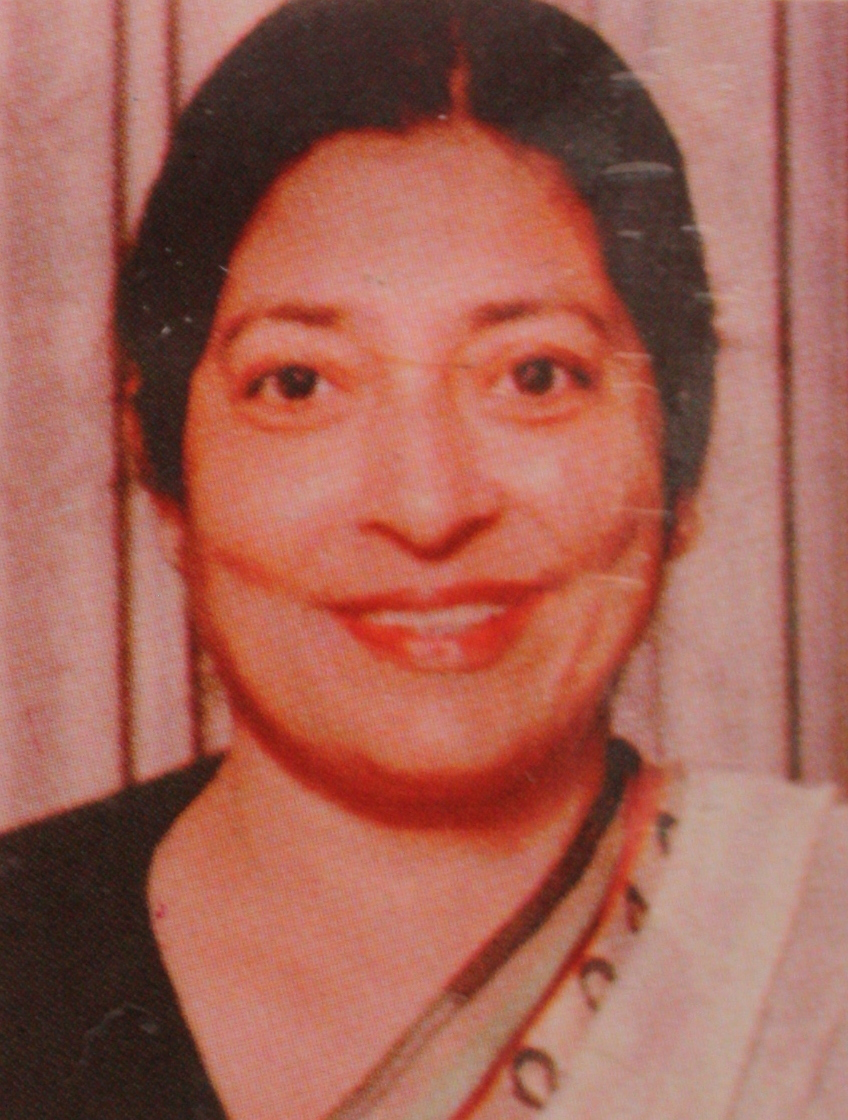
Hasna Begum (2012)

Hasna Begum (* 24. Februar 1935 in Dhaka; † 1. Dezember 2020 ebenda) war eine bangladeschische Philosophin und Feministin. Bis zu ihrer Pensionierung im Dezember 2000 war sie Professorin für Philosophie an der University of Dhaka.

## Leben
Hasna Begum studierte an der University of Dhaka (B.A. 1968, M.A. 1969) und wurde 1978 im Fach Moralphilosophie mit einer Arbeit zur Moraltheorie von George Edward Moore an der Monash University in Australien promoviert. Dort war sie die erste Doktorandin des australischen Philosophen Peter Singer. Begum veröffentlichte zahlreiche Bücher sowie Fach- und populärwissenschaftliche Artikel und war Übersetzerin mehrerer philosophischer Klassiker ins Bengalische.
Begum war von 1991 bis 1994 Direktorin des Philosophischen Seminars an der University of Dhaka. 2010 wurde sie auf den Rokeya-Lehrstuhl der bangladeschischen University Grants Commission berufen und blieb bis 2012 auf dieser Position.
Von 1997 bis 2005 war sie Vorstandsmitglied der International Association of Bioethics (IAB) und sie war Mitglied des Beirats der Fachzeitschrift Bioethics. Bis zu ihrem Tod war sie Mitglied des Beirats des Eubios Journal of Asian and International Bioethics (EJAIB).
Während der COVID-19-Pandemie in Bangladesch starb Begum am 1. Dezember 2020 im Alter von 85 Jahren an den Folgen einer SARS-CoV-2-Infektion.

## Veröffentlichungen

### Bücher
- ৩টি কবিতার বই, eine Sammlung von Gedichten, die ursprünglich zwischen 1975 und 1978 in Poetry Monash veröffentlicht wurden.
- Moore’s Ethics: Theory and Practice, Dhaka University, Dhaka, 1982.
- G. E. Moore’s Principia Ethica, Übersetzung ins Bengalische, Bangla Academy, Dhaka, 1985.
- J. S. Mill’s Utilitarianism, Übersetzung ins Bengalische, Bangla Academy, Dhaka, 1985 und 2. Ausgabe 1997, 3. Ausgabe, 4. Ausgabe; 1. indische Ausgabe 2016, Kolkata; 5. Ausgabe, Dhaka, 2017.
- Rupe Arupe Madonna, Dhaka, 1986. (bengalisch)
- নৈতিকতা, নারী ও সমাজ, eine Sammlung von Artikeln, Bangla Academy, Dhaka, 1990.  (bengalisch)
- Women in the Developing World: Thoughts and Ideals, eine Sammlung von Artikeln, Sterling Publishers, Neu-Delhi, India, 1990; 2. Auflage, Dhaka, 2009. ISBN 978-8120712683
- Madonna Echoes and Vibrations, Academic Publishers, Dhaka, 1996.
- Ethics in Social Practice, Academia Publishers, Dhaka, 2001; 2. Ausgabe, Dhaka 2010.
- নারী ও অন্যান্য প্রসঙ্গ, Hakkani, Dhaka, 2002. (bengalisch)
- এরিস্টটলের নিকোমেকীয়ান এথিক্স (Nikomachische Ethik), Übersetzung ins Bengalische, Dhaka University, 2006.
- মায়ের কথা মেয়ের কথা মেয়েদের কথা, Dhaka 2006 (bengalisch)
- বার্ধক্য নিয়ে ভাবনা ও অন্যান্য, 2008, Dhaka. (bengalisch)
- মাধবীর কথা (Madhabeer Katha), Roman, Dhaka, 2009. (bengalisch)
- Windows into Living, Academic Publishers, 2011. ISBN 978-9840802708
- Begum Rokeya the Feminist: Thoughts and Ideals, Dhaka, 2011.
- সোনার হরিণ চাই (Amar Sonar Harin Chai), Memoirs. Band 1, 2015. (bengalisch)
- দার্শনিকদের গল্প. (Darshaniker Galpa), Band 1, Dhaka, 2018. (bengalisch)

### Fachartikel
- প্লেটোর কম্যুনিজম. In: দর্শন (Darshan), Dhaka University, 1972. (bengalisch)
- Is Moore a Consistent Utilitarian?. In: Dhaka University Studies, Dezember 1978.
- Some Comments on Moore’s Method of Isolation. In: Indian Philosophical Quarterly, Juli 1979.[7]
- Moore on Goodness and the Naturalistic Fallacy, Australasian Journal of Philosophy, September 1979.[8]
- নৈতিকতা ও সামাজিক মূল্যবোধ. In: দর্শন (Darshan), Dezember 1979. (bengalisch)
- প্লেটোর আদর্শরাষ্ট্রে নারী. In: ঢাকা বিশ্ববিদ্যালয় পত্রিকা (Dhaka Vishvabidyalaya Patrika), Juni 1980. (bengalisch)
- Moore’s Ethics and the Bloomsbury Group, Dhaka University Studies, Juni 1981.
- Begum Rokeya the Rationalist and Rights of Women, Sahitya Patrika (Journal of Literature), Dhaka University, Dezember 1980-Juni 1981. (bengalisch)
- প্রিন্সিপিয়া এথিকা-য় ম্যুত্তর. In: ঢাকা বিশ্ববিদ্যালয় পত্রিকা (Dhaka Vishvabidyalaya Patrika, bengalische Ausgabe der Dhaka University Studies), Juni 1981.
- Natural, Non-natural and Supersensible Qualities, Dhaka University Studies, Juni 1981.
- Academic Environment, Federation of Bangladesh University Teachers Associations.
- Dev’s New Morality and Progress, Philosophy and Progress, Dhaka University, Juli 1982.
- Humanism and the Future of Man, Philosophy and Progress, Dhaka University, Juli 1983.
- Women in Qathafi’s Green Book, Journal of the Asiatic Society of Bangladesh, Dezember 1983.
- মানবেতর প্রাণীর মুক্তি: নীতিবিদ্যার এক নতুন দিগন্ত. In: ফিলসফি এন্ড প্রগ্রেস (Philosophie und Fortschritt), Dhaka University, Juli 1984. (bengalisch)
- বাংলাদেশের নৈতিক সংকট. In: বাংলাদেশ দর্শন পত্রিকা (Bangladesh Darshan Patrika), 1985. (bengalisch)
- আর্থ-সামাজিক দর্শন ও বাংলাদেশ. In: বাংলাদেশ দর্শন পত্রিকা (Bangladesh Darshan Patrika), 1986. (bengalisch)
- Moral Code of Women in Islam: An Egalitarian Analysis, Philosophy and Progress, Dhaka University, Juni–Dezember 1986.
- Mass Media and Women in Bangladesh, South Asia, Australia, New Series, Band 9, Nr. 1, Juni 1986.[9]
- Marital Status of Women in the Folktales of Bangladesh, Journal of the Asiatic Society of Bangladesh, Dezember 1987.
- Public and Private Morality, Philosophy and Progress, Dhaka University, Dezember 1987.
- বাংলা কথাসাহিত্যে নর-নারী সম্পর্ক (Bangla Katha Sahitye Nar-Nari Samparka, dt. Die Beziehung zwischen Mann und Frau in der bengalischen Literatur). In: সমকালীন বাংলা সাহিত্ Samakaleen Bangla Sahitya, The Asiatic Society of Bangladesh, 1988. (bengalisch)
- Marital status of women in the Folklore of Bangladesh, Lilith: A Feminist History Journal, Nr. 4, 1988, pp. 15–28.[10]
- Virginia Wolf and Women Liberation, Philosophy and Progress, Dhaka University, Juni–Dezember 1989.
- বাংলাদেশ চাকুরীতে মহিলাদের জন্য কোটা পদ্ধতি: নৈতিক যৌক্তিকতা. In: ঢাকা বিশ্ববিদ্যালয় পত্রিকা (Dhaka Vishvabidyalaya Patrika), Juni 1988. (bengalisch)
- উপযোগবাদ: তত্ত্ব এবং বর্তমান প্রেক্ষিত. In: ঢাকা বিশ্ববিদ্যালয় পত্রিকা (Dhaka Vishvabidyalaya Patrika), 1989. (bengalisch)
- Rights of Women in Bangladesh: An Examination, Journal of the Asiatic Society of Bangladesh, 1990.
- বাউল দর্শন. In: বাংলাদেশের দর্শনচিন্তা, The Asiatic Society of Bangladesh, 1992. (bengalisch)
- Begum Rokeya: Humanism and liberation of women, in: B. M. Mafizul Islam Patwari (Hrsg.), Humanism and Human Rights in the Third World, Aligarh Library, 1992.[11]
- Family Planning and the Social Position of Women, Bioethics, Band 7, Nr. 2–3, April 1993.[12]
- Violence in Islamic Texts and Its Relevance to Practice, in: Shefali Moitra (Hrsg.), Women Heritage and Violence, School of Women Studies, Jadavpur University, India, Mai 1996.
- Issues Related to Implementation of Reproduction Technology in Islamic Societies, Bioethics, Band 11, Nr. 4, 1997.[13]
- Relevance of Genetic Information in a Developing Country, IAB News, Nr. 8, Autumn 1998.
- Health care, ethics and nursing in Bangladesh: a personal perspective, Nursing Ethics, Band 5, Nr. 6, 1998.[14]
- বাংলাদেশে নৈতিকতার ব্যবহারিক বিবর্তন এবং নীতিবিজ্ঞান. In: অমর একুশে বক্তৃতামালা (Amar Ekushey Baktritamala), Bangla Academy, 2000. (bengalisch)
- বিবর্তিত নর-নারী সম্পর্ক এবং ভবিষ্যতের পরিবার. In: লোকায়ত (Lokayata), Dhaka, September 2000. (bengalisch)
- Ethics, Aesthetics and Human Existence in G. E. Moore, Existence, Experience and Ethics, New Delhi, India, 2000.
- Poverty and Health Ethics in Developing Countries, Bioethics, Band 15, Nr. 1, 2001.[15]
- New Reproduction Technologies: Women’s Concern, Empowerment, Band 8, Women for Women, Dhaka, 2001.
- Ethics in the Biotechnology Century: Bangladesh Report, in: Abu Bakar Abdul Majeed (Hrsg.), Bioethics: Ethics in the Biotechnology Century, Institute of Islamic Understanding Malaysia, Kuala Lumpur, 2002.[16]
- Rokeya’s Literature: Politics in Different Perspectives, in: Alam, F. & Azim, F. (Hrsg.), Politics and Culture, Dhaka University, Januar 2002.
- সিমন দ্য ব্যুভোয়া কী সার্ত্রের সারেঙ্গীবাদক. In: নতুন দিগন্ত (Natun Diganta), Band 1, Nr. 1, Chowdhury, S. I. (Hrsg.), Dhaka, Oktober 2002. (bengalisch)
- Bioethics in Bangladesh, Regional Perspectives in Bioethics, Swets & Zeitlinger, Niederlande, 2003.
- দুই উপনিবেশের দুইজন: রোকেয়া ও কার্তিনি, নতুন দিগন্ত (Natun Diganta), Band 2, Nr. 1, Chowdhury, S. I. (Hrsg.), Dhaka, 2003. (bengalisch)
- বাংলাদেশে প্রাথমিক, মাধ্যমিক ও উচ্চস্তরে নৈতিক শিক্ষা. In: অমর একুশে বক্তৃতামালা (Amar Ekushe Baktritamala), Bangla Academy, 2003. (bengalisch)
- প্রজনন প্রযুক্তি: প্রয়োগ এবং মানব বিড়ম্বনা. In: নতুন দিগন্ত (Natun Diganta), Band 2, Nr. 4, Chowdhury, S. I. (Hrsg.), Dhaka, 2004. (bengalisch)
- ভারতীয় চলচ্চিত্র: অমর তিন অভিনেত্রী. In: ধ্রুপদী (Dhrupadi), Dhaka, 2004. (bengalisch)
- Response to Genetics, Theology, Ethics, in: Cahill, Lisa (Hrsg.), Genetics, Theology Ethics: An Interdisciplinary Approach, Crossword/Herder, New York, 2005.
- বার্ধক্য নিয়ে ভাবনা. In: নতুন দিগন্ত (Natun Diganta), Band 3, Nr. 4, Chowdhury, S. I. (Hrsg.), Dhaka, 2005. (bengalisch)
- প্রকৃত বন্ধুত্বের স্বরূপ জিজ্ঞাসা. In: নতুন দিগন্ত (Natun Diganta), Band 3, Nr. 1, Chowdhury, S. I. (Hrsg.), Dhaka, 2005. (bengalisch)
- Pজ্ঞানের প্রগতি এবং সামাজিক বাস্তবতা. In: নতুন দিগন্ত (Natun Diganta), Chowdhury, S. I. (Hrsg.), Dhaka, 2005. (bengalisch)
- শিশু ও কিশোর ছাত্র/ছাত্রীদের জন্য নৈতিক শিক্ষা. In: নতুন দিগন্ত (Natun Diganta), Band 4, Nr. 4, Chowdhury, S. I. (Hrsg.), Dhaka, 2006. (bengalisch)
- গবেষণা নীতিবিদ্যা এবং উন্নয়নশীল দেশের অরক্ষিত জনপদ. In: নতুন দিগন্ত (Natun Diganta), Band 5, Nr. 1, Chowdhury, S. I. (Hrsg.), Dhaka, 2006. (bengalisch)
- Children like yours (mit Rainer Ebert), bdnews24.com, 3. Oktober 2012.[17]